# ویلا ورد
ویلا ورد (به پرتغالی: Vila Verde) یک منطقهٔ مسکونی در پرتغال است که در منطقه براگا واقع شده‌است. ویلا ورد ۲۲۸٫۶۷ کیلومتر مربع مساحت و ۴۷٬۸۸۸ نفر جمعیت دارد.